# Kucsman Árpád
Kucsman Árpád (Budapest, 1927. október 27. – 2012. szeptember 23.) Széchenyi-díjas magyar szerveskémikus, egyetemi tanár, az Eötvös Loránd Tudományegyetem díszdoktora. A kénorganikus kémia hazai művelésének megindítója és vezetője.

## Életpályája
1945-ben érettségizett a Budapesti Fasori Evangélikus Gimnáziumban Vermes Miklós tanítványaként, majd felvették az Eötvös Collegiumba és a Pázmány Péter Tudományegyetem kémia-fizika tanári szakára. 1946-tól ezzel párhuzamosan vegyészi tanulmányokat folytatott. 1947-ben tanári alapvizsgát tett, 1949-ben vegyészi oklevelet szerzett. Ezután az ELTE szerves kémiai tanszékén tanársegéd (1950), adjunktus (1956), docens (1965), egyetemi tanár (1971), majd professor emeritus (1998). 1970–1993 között tanszékvezető, emellett a Magyar Tudományos Akadémia Peptidkémiai Tanszéki Kutatócsoportjának szervezeti vezetője (1972–1990). Az ELTE doktori iskolájában a kémiai program szerves kémiai alprogramjának irányítója  (1999–2001).
Önálló kénorganikus kémiai kutatásai alapján 1959-ben egyetemi doktori címet, 1965-ben kandidátusi, 1971-ben akadémiai doktori fokozatot szerzett. 1973-tól tagja az MTA Szerves Kémiai Bizottságának és az Elméleti Szerves Kémiai Munkabizottságnak, 1994–1999 között tanácskozó tagként vett részt az MTA Kémiai Osztályának munkájában. 1967-ben a Padovai Egyetem vendégkutatója, 1981-től (a megalakulás évétől) 1999-ig a Journal of Molecular Structure (Theochem) szerkesztőbizottságának tagja. A WATOC 1. és 2. világkongresszusán (1987, Budapest; 1990, Toronto) szervezőbizottsági tagként működött. 2012. szeptember 23-án hunyt el Budapesten.

## Munkássága
Müller Sándor társszerzőjeként első tudományos dolgozata 1952-ben jelent meg a diizohomogenol sztereokémiai vizsgálatáról. 1953-tól önálló kutatómunkát folytatott a szerves kénvegyületek területén, évtizedeken át a tanszéki kénorganikus munkacsoport vezetője volt. Ebbe a munkába hamarosan több hazai és külföldi kutatócsoport is bekapcsolódott. Ezáltal vált hazánkban első ízben lehetővé, hogy újonnan szintetizált vegyületek szerkezetvizsgálatában együttesen alkalmazzák a spektroszkópiai, a röntgendiffrakciós, az elektrondiffrakciós és a kvantumkémiai módszereket, a reakciómechanizmusok vizsgálatában pedig a reakciókinetikai módszert, felhasználván az izotópjelzés valamint  a kromatográfiás kvantitatív termékanalízis és elválasztás adta lehetőségeket is. A vizsgálatok kiterjedtek a szulfiliminek, a szulfoxidok és a spiroszulfuránok szintézisére, elektronszerkezetük és térszerkezetük analízisére, képződésük és átalakulásaik sztereomechanizmusára.
Kimutatta, hogy a kén-oxigén közelállás széles körben érvényesülő, konformációt és reaktivitást megszabó tényező. Ez a jelentős nemkötő kölcsönhatás kvantitatív paraméterekkel jellemezhető és igazolható rokonsága a hipervalens kötéssel. 145 tudományos dolgozata közül 107 originális  közlemény idegen nyelven íródott, ezek döntő része (89) jelentős külföldi folyóiratokban jelent meg (Eur J. Org. Chem., J. Am. Chem. Soc., J. Chem. Soc. Perkin Trans-2, J. Mol. Struct., Struct. Chem., Tetrahedron, Tetraedron Asymmetry, Theochem). A külföldi konferencia-részvételekről 27 előadási kivonat számol be. Külföldi kiadók felkérésére két könyvrészletet írt a kén-oxigén hipervalens kötésről és nemkötő kölcsönhatásról.
Munkatársként közreműködött Bruckner Győző hatkötetes Szerves kémia című tankönyvének megírásában, átdolgozásában és szerkesztésében (1952–1979). Szerves kémiai főkollégiumi előadásainak anyagát ötkötetes egyetemi jegyzetben és hatkötetes ábragyűjteményben foglalta össze (1974–1976). A tanárjelöltek részére kétkötetes praktikumot irt (1968). Előadási segédanyagként jegyzetet írt a szerves kémiai nomenklatúráról (1971), felhasználva tapasztalatait, amit az MTA Nomenklatúra és Helyesírási Bizottság tagjaként szerzett (1962–1971). Az 1993 és 2004 között megjelent 19 kötetes Magyar nagylexikon  szerves kémiai szócikkeinek egyik felét megírta, a másik felét lektorálta. Ő írta a Magyar nagylexikon részére a kémikusok életrajzi szócikkeit is.

## Díjai, elismerései
- Akadémiai Díj (megosztva, 1975)
- Az oktatásügy kiváló dolgozója (1977)
- Kiváló oktató (1979)
- ELTE Pro Universitate Érem (1985)
- Zemplén Géza-fődíj (1987)
- Magyar Felsőoktatásért Emlékplakett (1992)
- Széchenyi-díj (1996) – A szerves kénvegyületek szerkezetének és reaktivitásának terén folytatott úttörő kutatásaikért, és az általuk elméleti alapon megjósolt új vegyületcsoport, a spiroszulfuránok szintéziséért. Megosztott díj Kapovits Istvánnal és Ruff Ferenccel.
- ELTE Arany Emlékérem (1997)
- Bruckner Győző-díj (1998)
- Eötvös József-koszorú (2000)
- ELTE Doctor et professor honoris causa (2007)
- Náray Szabó István-díj (2008).

## Főbb publikációi
- Über den Bau optisch aktiver Schwefelverbindungen (1953).
- Über den Mechanismus der Sulfilimin-Bildung (társszerző, 1962).
- The delocalized  S(IV)NS(VI) dπ bond system and conformation of N-sulfonyl sulfilimines  (társszerző, 1964).
- Mechanism of the reaction of sulphides with N-chloroarene-sulphonamides (társszerző, 1975).
- Structure, stereochemistry and mechanism of formation of N-acylsulfilimines (1977).
- Nonbonded sulfur-oxygen interaction in organic sulfur compounds (1985).
- Bonding between nonbonded sulfur and oxygen atoms in selected organic molecules. A quantum chemical study.(társszerző, 1987).
- Stereospecific synthesis and absolute configuration of optically active  spiro-λ4-sulfanes, (társszerző, 1997).

## Irodalmi tevékenysége
- Emléktöredékek  –Emlékezés Tomasz Jenőre. Eötvös Műhely (2001).
- Hetvenéves az ELTE Szerves Kémiai Tanszéke.  ELTE Eötvös Kiadó (2004),
- Visszaemlékezés Izsák Imrére. Kairosz Kiadó (2004).
- Kezdődik a nap. Holmi (2005).
- Egy kémikus a régi Eötvös Collegiumban. Argumentum Kiadó (2006).
- Epizódok Blum Tamással. Aduprint Kiadó (2007).